# Toni Merkens
Toni Merkens (né le 21 juin 1912 à Cologne et mort le 20 juin 1944 à Bad Wildbad) est un coureur cycliste allemand, champion olympique de la vitesse individuelle aux Jeux olympiques de 1936 à Berlin.

## Biographie
En 1933, Toni Merkens acquiert son premier titre national en vitesse en amateur. Il renouvelle ce succès en 1934 et 1935, gagnant également le Grand Prix de Paris de vitesse et le championnat britannique. Quatrième du championnat du monde amateur en 1934, il  remporte le titre mondial l'année suivante en battant Arie van Vliet en finale.
Son année 1935 fructueuse en fait le favori des Jeux olympiques de 1936 se déroulant à Berlin. Il bat à nouveau Arie van Vliet, malgré une finale controversée. Van Vliet dépose en effet une réclamation contre Merkens, estimant que ce dernier l'a gêné dans son sprint. Le jury lui donne raison, mais ne déclasse pas Merkens et lui inflige une amende de 100 francs-or.
Toni Merkens devient professionnel dès après les Jeux olympiques. Il remporte deux championnats d'Allemagne, en demi-fond en 1940 et en vitesse en 1942.
En 1942, Toni Merkens est mobilisé. Touché au cœur et au poumon par un éclat de grenade sur le front de l'est, il meurt le 20 juin 1944 au lazaret de Bad Wildbad.
À l'Olympiapark de Munich, la Toni-Merkens-Weg mène du stade olympique au vélodrome.

## Palmarès

### Jeux olympiques
- Berlin 1936
  -  Champion olympique de vitesse

### Championnats du monde
- Leipzig 1934
  - 4e de la vitesse amateurs
- Bruxelles 1935
  -  Champion du monde de vitesse amateurs

### Championnats nationaux
- Champion d'Allemagne de tandem amateurs en 1932 (avec Wilhelm Frach) et 1933 (avec Karl Ungethüm)
- Champion d'Allemagne de vitesse amateurs en 1933, 1934 et 1935
- Champion d'Allemagne de demi-fond en 1940
- Champion d'Allemagne de vitesse en 1942

### Grands Prix
- Prix Alfred Riguelle en 1934
- Grand Prix de Paris amateurs en 1934 et 1935
- Grand Prix de Copenhague amateurs en 1934 et 1936
- Prix de l'Espérance : 1937